# Wolfgang Bodison
Wolfgang Bodison (Washington, 19 novembre 1966) è un attore statunitense.

## Biografia
Bodison crebbe a  Rockville nel Maryland, si diplomò alla Richard Montgomery High School, la stessa scuola ove si diplomò la cantautrice Ellen Tori Amos. Si laureò poi in Belle arti all'Università della Virginia, della cui squadra di football americano fu anche giocatore.
Era assistente del regista Rob Reiner quando gli venne chiesto di girare un provino interpretando la parte dell'autoritario vice-caporale Harold W. Dawson nel film  Codice d'onore (A Few Good Men), diretto dallo stesso Reiner, che gli otterrà la parte nel film.
Da allora Bodison, oltre a Codice d'onore, ha interpretato personaggi in film come Un lavoro da grande e Goodbye America, e in serie televisive quali La signora in giallo e Highlander.
Nel 2011 dirige come regista il cortometraggio Simone.

## Filmografia parziale

### Cinema
- Codice d'onore (A Few Good Man), regia di Rob Reiner (1992)
- Un lavoro da grande (Little Big League), regia di Andrew Scheinman (1994)
- Freeway No Exit (Freeway), regia di Matthew Bright (1996)
- Goodbye America, regia di Thierry Notz (1997)
- Testimone involontario (Most Wanted), regia di David Hogan (1997)
- Joe Somebody, regia di John Pasquin (2001)
- Legacy, regia di Stephen Savage (2010)

### Televisione
- La signora in giallo (Murder, She Wrote) - serie TV, episodio 9x21 (1993)
- Rise and Walk: The Dennis Byrd Story, regia di Michael Dinner - film TV (1994)
- E.R. - Medici in prima linea (ER) - serie TV, episodio 1x20 (1995)
- Silver Strand, regia di George Trumbull Miller - film TV (1995)
- Highlander - serie TV, episodio 4x02 (1995)
- L'abito da sposa (The Wedding Dress), regia di Sam Pillsbury - film TV (2001)
- Streghe (Charmed) - serie TV, episodio 5x13 (2003)
- CSI: NY - serie TV, episodio 2x19 (2006)
- NCIS - Unità anticrimine (NCIS) - serie TV, episodio 7x17 (2010)
- CSI: Miami - serie TV, episodio 10×15 (2012)
- Perception - serie TV, episodio 1x06 (2012)

## Doppiatori italiani
Nelle versioni in italiano delle opere in cui ha recitato, Wolfgang Bodison è stato doppiato da:
- Alessandro Ballico in NCIS - Unità anticrimine, Perception
- Claudio Fattoretto in Codice d'onore
- Paolo Buglioni in Testimone involontario
- Gianluca Machelli in CSI: NY
- Achille D'Aniello in CSI: Miami